# Tamanho do sutiã

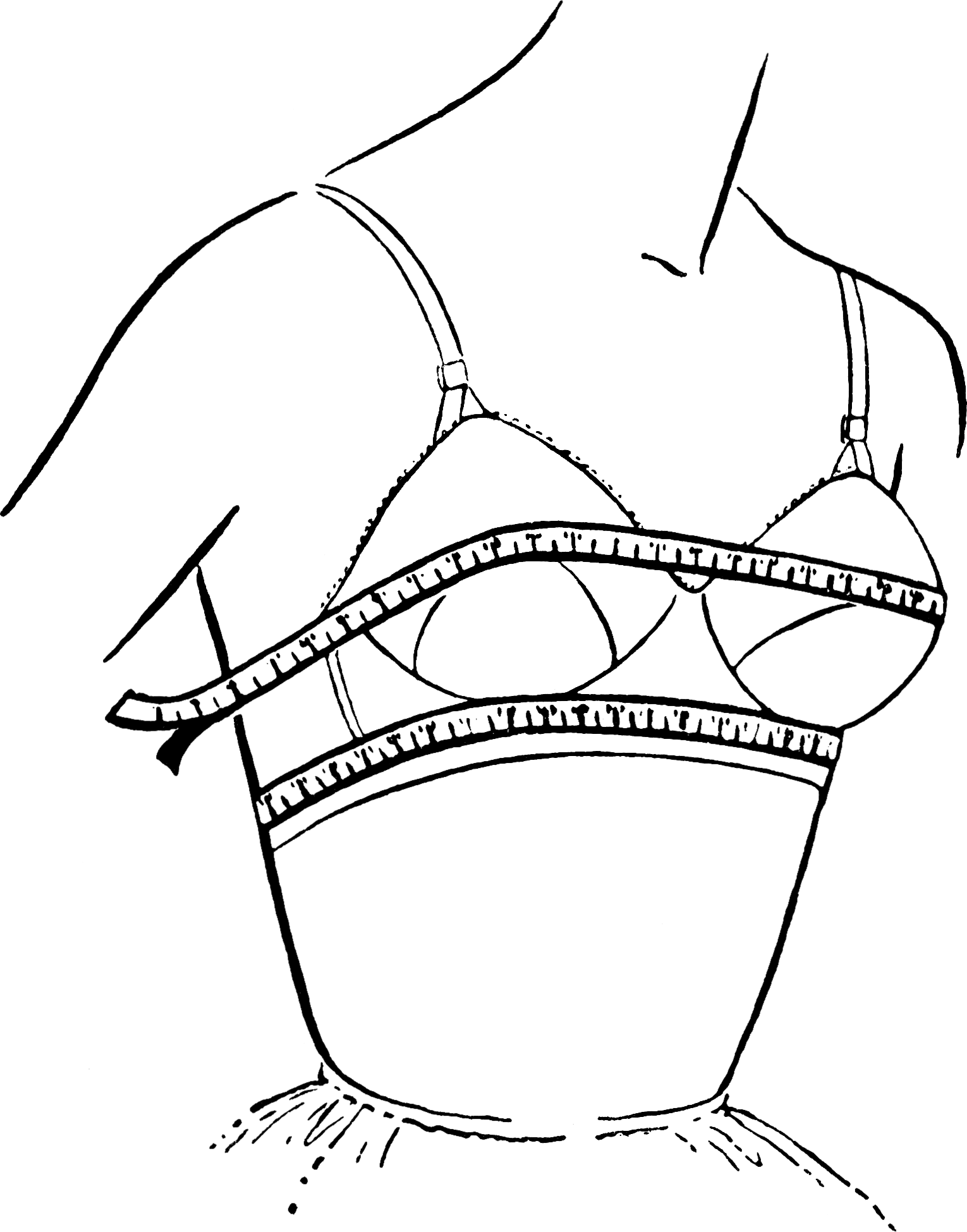
Medição de sutiã

O tamanho do sutiã (também conhecido como medição de sutiã ou o tamanho do busto) é a medida indicada no sutiã e normalmente consiste em uma ou mais medidas, indicando o tamanho das taças e o tamanho da faixa em torno do torso. A numeração que mede as taças foi introduzida em 1932 e a do torso apenas na década de 40. A forma, tamanho, posição, simetria, espaçamento, firmeza e flacidez dos seios de cada mulher varia consideravelmente. O sistema de indicação de tamanho varia de país para país porque não existem padrões de tamanho internacionais.

## As origens do método de medição

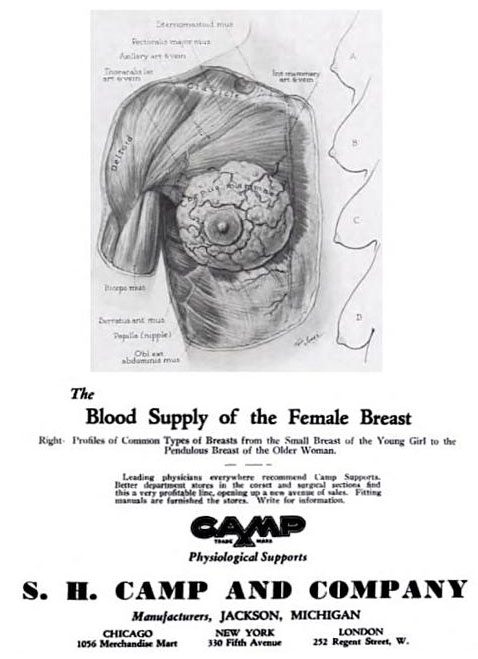
Primeira campanha indicando tamanho da taça e medida da faixa

Parisienne Madeleine Gabeau recebeu uma patente dos Estados Unidos em 21 de Novembro 1911, para sutiãs com taças moles e faixas de metal que sustentavam e separavam os seios. Para evitar a moda vigente que criou um único tipo de decote, o design de suas peças forneceram assim, como ela mesma citava, "as bordas do material  podem ser colocadas ao longo do interior do sutiã e sob contornos dos seios, de modo a preservar a sua forma. Eu emprego uma faixa de contorno de metal B que é dobrada para estar em conformidade com as curvas inferiores do seio". 

### As origens da medição de taças/copas
O termo "taça" não era usado para descrever sutiãs até 1916 , quando foram apresentados pedidos para duas patentes. Em outubro de 1932, a SH Camp and Company foram os primeiros a medir o tamanho das taças pelas letras A, B, C e D, embora as letras representavam quão flácidos os seios eram e não o seu volume em si. Na edição de fevereiro 1933 da revista Corset and Underwear Review, a SH Camp and Company, publicou uma propaganda destacando perfis de seios etiquetados com letras. Tamanhos de taças de A a D não eram indicados a serem utilizados por mulheres seios maiores.

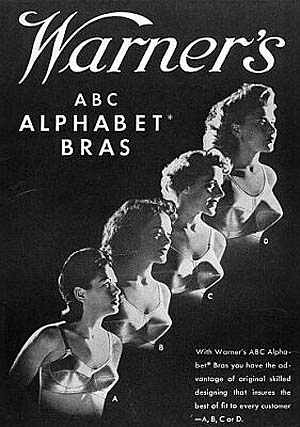
Anúncio da Warner (1944) com modelos de sutiãs de A a D

Em 1937, a Warner introduziu seu próprio alfabeto de sutiãs com quatro tamanhos de taças (A, B, C e D) para suas descrições do produto. Em pouco tempo, estas medidas receberam apelidos: taça de ovo, de chá, café e taça desafio. Duas outras empresas, Model e Fay-Miss (rebatizado em 1935 como o Bali Brassiere), passaram a oferecer tamanhos de taça A, B, C e D no final de 1930. Companhias de catálogo continuaram a utilizar as medidas pequenas, médias e grandes durante a década de 1940. A Grã-Bretanha não adotou a medição de taças americana em 1933, mas resistiu usando tamanhos de taça britânicos para os seus produtos até 1948. A Sears Company passou a usar tamanhos de taças americanos em seu catálogo nos anos 50.

### As origens da medição de faixa
Alças ajustáveis foram introduzidas usando múltiplos tipos de ganchos e fechos nos anos 30. Antes do uso generalizado de sutiãs, a roupa íntima comum utilizada pelas mulheres ocidentais era o espartilho. Para ajudar as mulheres a cumprir os seus ideais sobre a forma do corpo feminino, fabricantes de espartilhos e cintas usavam um cálculo chamado de Hip Spring, que é a diferença entre cintura e medida do quadril (geralmente entre 24-30cm). 
O sistema de medição de faixa foi criado pelos fabricantes de sutiã dos Estados Unidos logo após a Segunda Guerra Mundial.

### Outras inovações
O ferro que se localiza dentro do sutiã foi adicionado a um sutiã sem alças em 1937 por André - uma empresa de sutiãs sob medida. As patentes para estes sutiãs com ferro foram emitidas em 1931 e 1932, mas não foram amplamente adotadas pelos fabricantes até depois da Segunda Guerra Mundial quando a escassez de metal diminuiu.
Na década de 1930, a empresa química Dunlop foi capaz de transformar de forma confiável, a borracha de látex em fio elástico. Depois de 1940, "hidromassagem", ou costura concêntrica foi usada para moldar a estrutura das taças dentro dos designs de sutiãs. As fibras sintéticas ou artificiais foram rapidamente adotadas pela indústria devido às suas propriedades de fácil manutenção. Como um sutiã deve ser lavado com frequência, tecido de fácil manutenção foi recebido com grande demanda.

## Montagem do Consumidor
Seios flácidos podem tornar mais difícil para uma pessoa ajustar-se corretamente a um sutiã. Para melhores resultados, os seios devem ser medidos duas vezes. Uma vez em pé e uma vez curvando-se na cintura com os seios apontando para baixo. Se a diferença entre estas duas medidas é superior a 10 cm, uma média é escolhida para o cálculo do tamanho das taças. Uma série de relatórios, inquéritos e estudos em diferentes países mostram que entre 80% a 85% das mulheres usam sutiãs de tamanho incorreto.
Em novembro de 2005, Oprah Winfrey gravou um programa de televisão dedicado a tamanhos dos sutiãs no qual ela falou sobre uma pesquisa dizendo que oito em cada dez mulheres usam o sutiã de tamanho errado.

### Seios maiores e ajustes

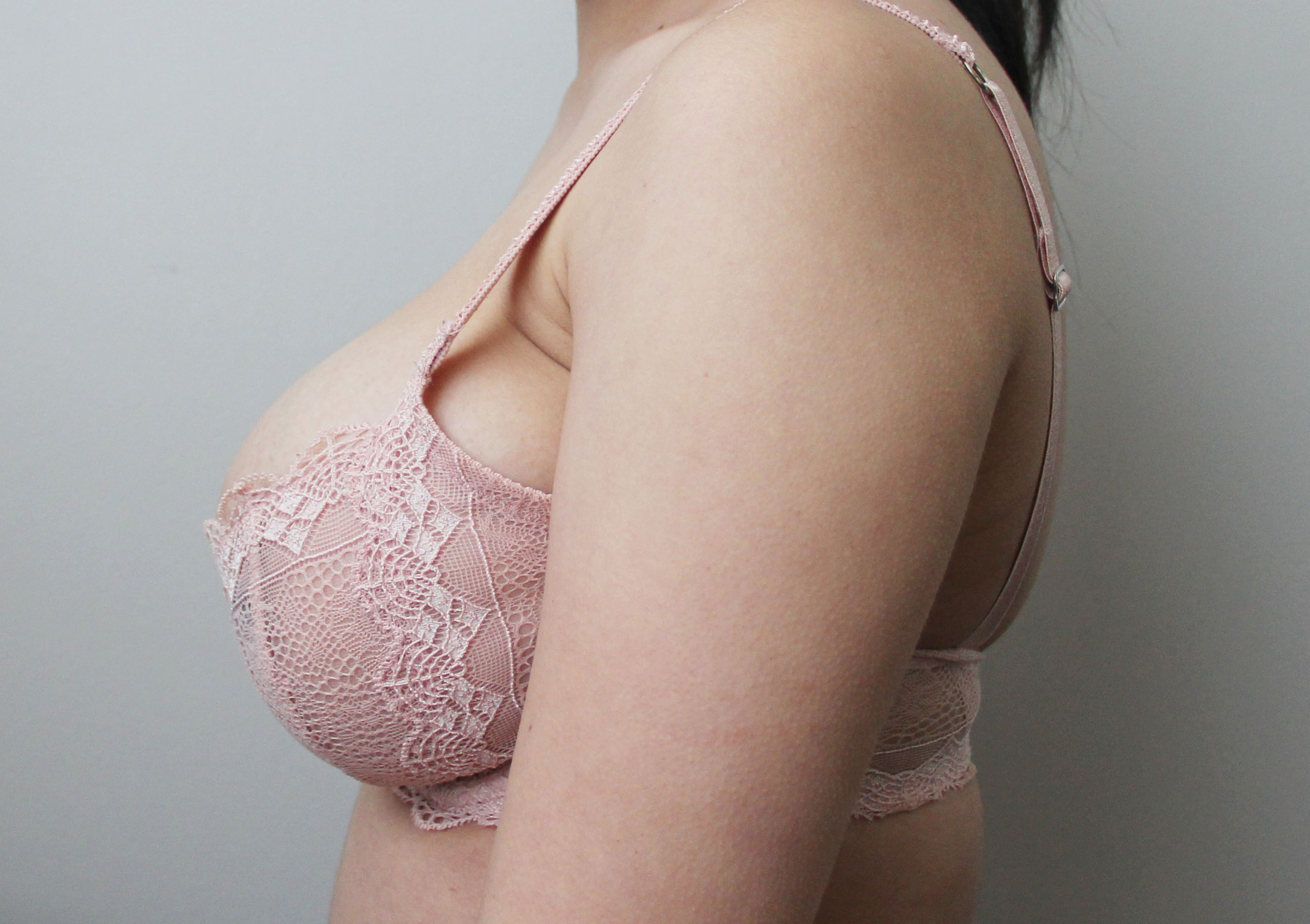
Uma mulher usando sutiã de tamanho 30E exibe ajuste de faixa correto (30) com um ajuste de taça (E) que é muito pequeno para ela.

Ao comprar sutiãs, as mulheres com seios maiores normalmente têm dificuldade em escolher um bem ajustado.[carece de fontes?] Mulheres robustas são mais propensas a vestirem sutiãs incorretamente do que mulheres com seios menores. Elas tendem a comprar sutiãs muito pequenos, enquanto as mulheres menores de seios tendem a comprar sutiãs grandes.  Estudos revelaram que o erro mais comum cometido por mulheres na escolha de um sutiã é escolher faixas muito largas e taças muito pequenas. Por exemplo, 38C invés de 34E ou 34B invés de 30D..
Quando os seios são maiores, a forma do sutiã e a distribuição de tecido dentro deles muda. Os seios podem tornar-se ptóticos. Isso faz com que as medições sejam menos confiáveis. Quanto mais pesado o corpo da pessoa é, mais difícil é a obtenção de medições precisas, pois a fita de medição afunda na carne mais facilmente. 
Um estudo realizado no Reino Unido mostra que de 103 mulheres que buscam a mamoplastia, os pesquisadores encontraram uma forte ligação entre a obesidade e medição de costas imprecisa. Eles concluíram que “a obesidade, hipertrofia de mama, moda e práticas de ajuste de sutiã se juntam para tornar as mulheres que mais necessitam de suporte no sutiã a serem as que menos obtém sutiãs que caibam com precisão." 
Uma questão que dificulta encontrar o sutiã correto é que os tamanhos da faixa e taças não são padronizados, mas variam consideravelmente de um fabricante para outro, resultando em tamanhos que fornecem apenas um ajuste aproximado.  As mulheres não podem confiar nas etiquetas de sutiãs para identificar um que se encaixa corretamente.  Estudos científicos mostram que o atual sistema de dimensionamento pode ser impreciso.  Fabricantes tendem a cortar o sutiã e formas diferentes e assim, por exemplo, dois sutiãs de tamanho 34B de duas empresas diferentes podem não caber na mesma pessoa. Os clientes devem prestar atenção a qual o sistema de dimensionamento é usado pelo fabricante. A principal diferença está em como o tamanho das taças se diferem por 2 a 2,54 cm. Alguns fabricantes franceses também tendem a aumentar os tamanhos das taças por 3 cm.  Ao contrário de tamanhos do vestido, os fabricantes não concordam com um único padrão.
Fabricantes britânicos atualmente variam o tamanho das taças entre A a LL (a empresa Rigby & Peller recentemente lançou a linha de sutiãs que os tamanhos vão até US-N-Taça), enquanto a maioria dos americanos pode encontrar sutiãs com tamanhos de taças que vão de A a G. Algumas marcas (Goddess, Elila) podem ir para medidas tão altas quanto N, um tamanho aproximadamente igual a medida britânica JJ-Taça. Na Europa continental, a marca Milena Lingerie da Polônia produz medidas de taças até R.
Taças de tamanhos maiores são normalmente mais difíceis de encontrar em lojas outlet.  Um estudo descobriu que o tamanho da etiqueta foi consistentemente diferente do tamanho medido. 
Até estudos médicos atestaram a dificuldade de conseguir um ajuste correto.  Uma pesquisa feita por cirurgiões plásticos sugeriu que o tamanho do sutiã é impreciso porque o volume da mama não é calculado com precisão:
"O atual sistema popular para determinar o tamanho do sutiã é tão impreciso que chega a ser inútil. Juntando a isso aos muitos estilos diferentes de sutiãs e a falta de padronização entre as marcas, pode-se ver que, por isso, encontrar um sutiã confortável e bem ajustado é mais uma questão de adivinhação, julgamento e erro do que de medições precisas.".
A utilização dos sistemas de medição de dimensionamento de taças e faixas tem evoluído ao longo do tempo e continua a mudar. Os especialistas recomendam que as mulheres sejam medidas por uma pessoa experiente em lojas que oferecem maior variedade possível de tamanhos de sutiã e marcas.

### Descobrindo o caimento do sutiã
Se as alças de ombro deixarem marcas vermelhas ou causarem dores no ombro e pescoço, é um sinal de que o sutiã não oferece apoio suficiente. Se a mama transborda na parte inferior do sutiã sob a axila, ou sobre a borda superior da taça, o tamanho da mesma é muito pequena. O tecido solto na taça indica que o tamanho do dela é muito grande. Se os ferros de dentro do tecido espetarem o peito sob a axila ou se a parte central do sutiã não ficar lisa contra o tórax, significa que o tamanho da taça é muito pequena. Se a alça ficar muito acima nas costas, o tamanho da faixa é muito grande. Se ela ficar muito apertada na pele, fazendo com que a pele transborde sobre as alças, significa que as mesmas são muito pequenas. Se a faixa parece estar muito apertada, isto pode ser devido às taças também serem pequenas; em vez de aumentar no tamanho do fecho, a pessoa deve procurar outro tamanho de taça. Da mesma forma que a faixa pode parecer muito solta se a taça for grande. É possível testar se a faixa do sutiã é muito apertada ou muito solta, invertendo o sutiã em seu torso para que as taças fiquem na parte de trás e, em seguida, verificar o ajuste e conforto. Geralmente, se a consumidora precisa ajustar o sutiã ou sentir algum desconforto, o sutiã não possui bom caimento e ela deve obter outro modelo. 

### Obtendo melhor ajuste

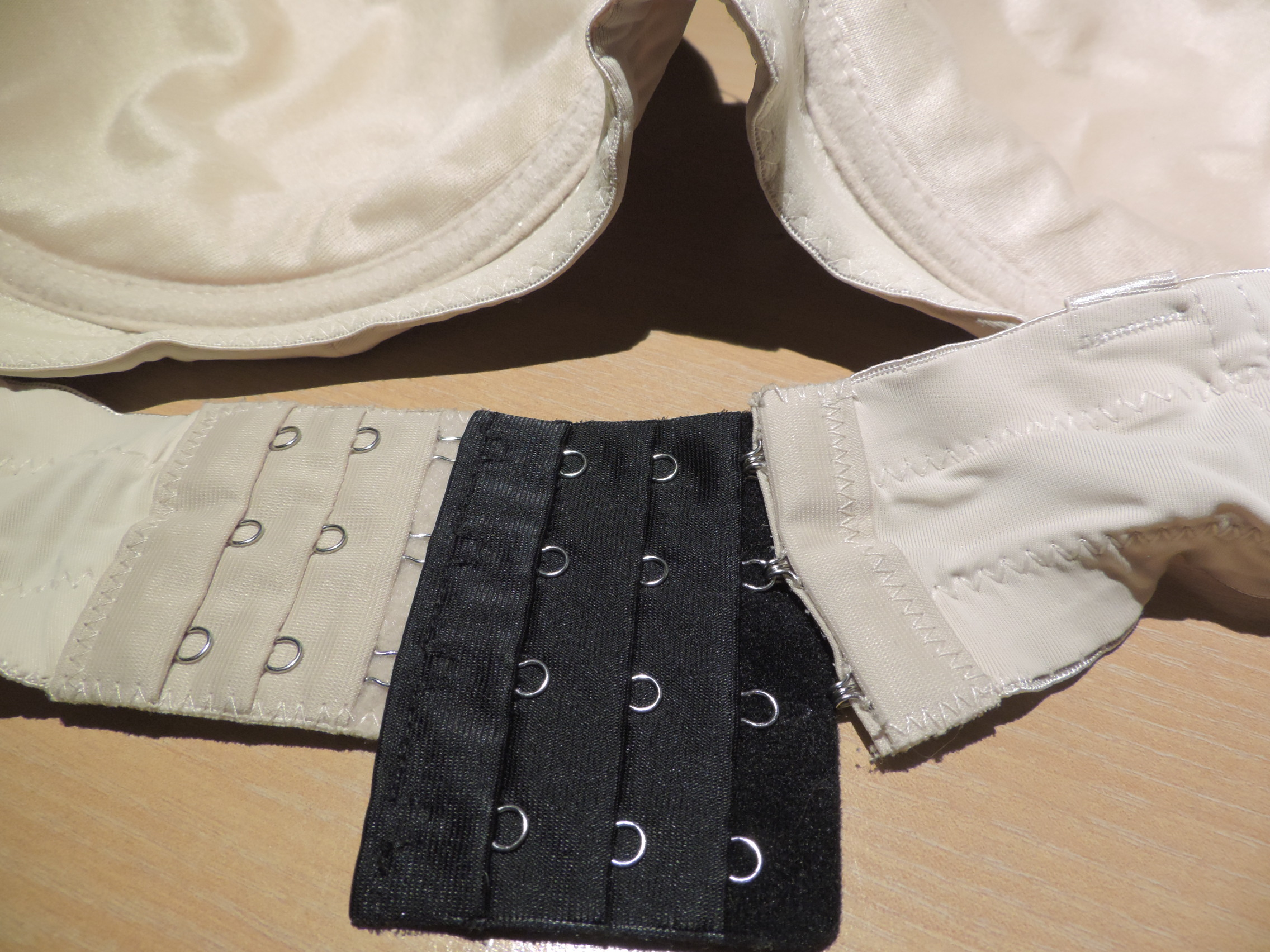
Extensor de sutiã para a faixa

Especialistas recomendam que as mulheres, especialmente aquelas cujos tamanhos de taça são D ou maior, busquem ajuda profissional ao comprar um dentro do departamento de lingerie de alguma loja de roupa ou em uma loja especializada em lingerie. No entanto, mesmo profissionais, em diferentes países, incluindo a Nova Zelândia e do Reino Unido fabricam medições inconsistente para a mesma pessoa. Existe uma diversidade significativa na forma, densidade e volume das mamas. Assim, os métodos atuais de medição podem ser insuficientes para atender esta gama de diferentes formas.
Um estudo de 2004 realizado na Nova Zelândia descobriu que 80% das lojas de departamento de sutiã obtiveram resultados ruins quando testados os ajustes de suas peças.  No entanto, porque os padrões dos fabricantes variam amplamente, as mulheres não podem confiar em suas próprias medições para obter um ajuste satisfatório.  Alguns fabricantes e distribuidores afirmam que experimentar e aprender a reconhecer o tamanho adequado é a melhor maneira de determinar o sutiã correto, assim como sapatos.
Ajustadores geralmente concordam que sutiã correto deve seguir os seguintes critérios:[carece de fontes?]
- Quando visto de lado, a alça lateral deve ficar na horizontal, não ficar muito acima nas costas e deve ser firme, mas confortável.
- O ferro de cada taça deve estar nivelado contra o tórax (não a mama), ao longo da dobra inframamária e não deve se afundar ou espetar contra peito na parte da frente.
- Os seios devem ser cobertos pelas taças e deve haver uma linha lisa onde termina o tecido na parte superior da taça.
- O mamilo, deve ficar no centro da taça.
- O peito não deve sobressair por cima ou pelos lados das taças, mesmo com um estilo de corte baixo, como o sutiã balconettte.
- As alças de sutiã encaixadas corretamente não devem afundar a pele ou escorregar fora do ombro.
- A faixa deve permanecer paralela ao chão quando vista de trás.
- As mamas devem ser apoiadas principalmente pela faixa ao redor da caixa torácica, e não pelas alças.
- A mulher deve ser capaz de respirar e mover-se facilmente sem o sutiã escorregar.

### Ajustes
Um método para confirmar que se o sutiã contém um bom ajuste foi apelidado de "Swoop and Scoop". Após identificar um sutiã bem ajustado, a mulher se inclina para a frente, permitindo que os seus seios caem no sutiã, enchendo a taça de forma natural, em seguida, apertando o sutiã na parte mais externa dos fechos.  Quando a mulher se levanta, ela usa a mão oposta para colocar cada seio gentilmente na taça e em seguida, transcorre o dedo indicador ao longo da borda superior interna da taça para se certificar de seu tecido mamário não está sobressaindo. 
Os especialistas sugerem que as mulheres escolham uma alça que se encaixe bem no fechamento dos ganchos extremos. Isto permite que o usuário use os ganchos apertados com o passar do tempo, uma vez que a faixa tende a esticar durante sua vida útil de cerca de oito meses.  A faixa deve ser apertada o suficiente para suportar o busto, mas as alças superiores não deve fornecer o suporte primário. 

#### Calculando o tamanho do sutiã
Existem muitas ferramentas para calcular o tamanho do sutiã on-line, principalmente em sites de venda de lingeries.[carece de fontes?] Mas um grande problema no tamanho do sutiã é que ele varia de acordo com a marca. Assim, mesmo se você sabe o tamanho do sutiã de alguma marca, deverá tirar as medidas novamente se for comprar de outra marca.[carece de fontes?]

## Dificuldades de medição de consumo
O sutiã é uma das roupas mais antigas e complicadas de serem produzidas. Um típico design de sutiã tem entre 20 e 48 peças, incluindo as alças, faixa, ganchos, taças e forro. Grandes varejistas enviam lotes de compras contendo 10.000 peças. Ordens deste tamanho requerem uma operação em larga escala para gerir o corte, costura e embalagem necessária. Construir um sutiã de tamanho adequado é difícil. Adelle Kirk, da empresa Kurt Salmon especializada em vestuários e varejo, disse que fazer sutiãs é complexo:
“Sutiã é uma das peças mais complexas de vestuário. Há lotes de diferentes estilos, e cada estilo tem uma dúzia de diferentes tamanhos, e dentro disso há um monte de cores. Além disso, há muita engenharia de produto. Você tem ganchos, você tem tiras, geralmente há duas partes para cada taça, e cada uma requer uma quantidade pesada de costura.”

### Mamas assimétricas
Obter o tamanho correto é complicado pelo fato de que até 25% dos seios das mulheres possuem assimetria mamária visível, que difere pelo menos um tamanho de taça. Cerca de 5% a 10% das mulheres, tem seios severamente diferentes, com o peito esquerdo sendo maior em 62% dos casos. Assimetrias menores podem ser resolvidas através do uso de um sutiã acolchoado, mas em casos graves de deformidade da mama –chamada de "Síndrome da Amazon", pode necessitar de cirurgia corretiva devido a alterações morfológicas causadas por variações na forma, volume, posição dos seios em relação à dobra inframamária, posição do complexo mamilo-aréola no peito, ou ambos. 

### Variações do volume da mama
Obter o tamanho correto do sutiã é ainda mais complicado pelo fato de que o tamanho e forma dos seios mudam ao entrar no ciclo menstrual (menstrual cycles). Pode haver também um crescimento anormal ou inesperadamente rápido em tamanho devido à gravidez, ganho ou perda de peso, ou condições médicas. Mesmo a respiração pode alterar substancialmente as medições.
Os seios de algumas mulheres podem mudar de forma em até 20% por mês:
"Peitos podem mudar bastante de forma em uma base de mês para mês, mas eles vão mudar individualmente o seu volume por valores diferentes. Algumas meninas mudam menos de 10% e outras meninas pode mudar em até 20%." Não seria melhor não usar sutiã nenhum então? "...Na verdade, existem muitas poucas vantagens em usar. Tendo que um sutiã é geralmente um suporte, teria melhoria significativa na questão de não deixarem os efeitos da gravidade agirem sob o seio. A pele é o que dá naturalmente este suporte"

### O tamanho da mama aumentando
Em 2010, o tamanho comum mais vendido no Reino Unido foi o 36D. Em 2004, a empresa de pesquisa de mercado Mintel informou que os tamanhos de busto no Reino Unido aumentou de 1998 a 2004, tanto quando nas mulheres mais jovem, bem como as consumidoras mais velhas e que a mudança não se limitou a mulheres com sobrepeso.  Um estudo mais recente mostrou que o tamanho mais frequentemente vendido em os EUA em 2008 era de 36D. Em Portugal os tamanhos mais usados são 34B, 36C, 36B, 34C e 38C, mas um estudo feito pela cadeia de lojas Dama de Copas indica que os tamanhos verdadeiros que as mulheres deveriam usar, 32E e o 34F são os mais comuns, seguidos pelo 32F, 34E e 30F. Estes dados também podem ser compartimentados por faixas etárias. Até 20 anos, o tamanho mais usado é o 30. Entre os 30 e 50 anos, o tamanho da faixa varia entre o 30 e o 32. A partir dos 50, o tamanho da faixa mais usado é o 34. Em todas as faixas etárias, o tamanho mais comum de taça varia entre E e F.
Os pesquisadores também disseram que mais mulheres usam o tamanho correto agora. Tal reação foi estimulada por programas como What Not to Wear da BBC e How to Look Good Naked, do Channel.

## Métodos de medição do consumidor
Varejistas recomendam vários métodos para medir a faixa e tamanho da taça. Estes são baseados em dois métodos principais, quer sob ou sobre o busto e às vezes ambos. Calcular o tamanho correto da faixa é complicada por uma variedade de fatores. O Instituto Americano de Normas Nacionais afirma que, embora haja um consenso voluntário de tamanhos, há muita confusão com o tamanho "verdadeiro" da roupa. Como resultado, a medição sutiã pode ser considerada uma arte e ciência. A experiência de comprar sutiã online e pessoalmente pode variar por que a recomendação da compra online é que a consumidora se baseie em uma média de medidas enquanto pessoalmente, as compras podem ser completamente personalizadas e assim, a cliente pode facilmente experimentar diferentes tamanhos. Para a mulher que necessita de um grande tamanho de taça e/ou faixas de tamanho incomum, pode ser que ela não encontre peças que sirvam em lojas locais, fazendo com que seja necessária a procura em lojas on-line onde a maioria dos grandes tamanhos de taças estão disponíveis em determinados sites ou em lojas com aconselhamento de tamanho correto de sutiã.  

### Métodos de medição de alça
Existem diversas formas possíveis de medição do busto.

#### Underbust +0
A fita métrica é colocada em torno do torso na dobra inframamária e em seguida, apertada mantendo-se na horizontal e paralela ao chão. A medida em polegadas é então arredondada para o número mais próximo, mesmo para o tamanho da faixa.
 

#### Underbust +4
Este método começa da mesma maneira que o método Underbust +0, em que uma fita de medição é puxada firmemente em torno do torso sob o busto permanecendo horizontal. Se a medida for par, 4 é adicionado para calcular o tamanho da faixa. Se for ímpar, 5 é adicionado. Kohl utiliza este método para a sua guia de medição online.

#### A tabela de tamanhos
Atualmente, muitas lojas de departamento dos EUA determinam o tamanho da banda, começando com a medida tomada por baixo do busto semelhante aos métodos mencionados acima underbust +0 e underbust +4. A seguir, um gráfico de dimensionamento ou calculadora que usa essa medição para determinar o tamanho da alça. Os tamanhos das alças calculados utilizando este método variam entre os fabricantes, embora eles geralmente ficam entre os tamanhos que resultariam do método underbust +0 e underbust +4.

#### Acima do busto
A marca Victoria Secret usa o método onde uma fita métrica é medida em torno do torso sob a axila e acima do busto. Como o tamanho da faixa é mais comumente fabricado em números pares, a mulher deve arredondar para o número mais próximo.

### Métodos de medição de taça

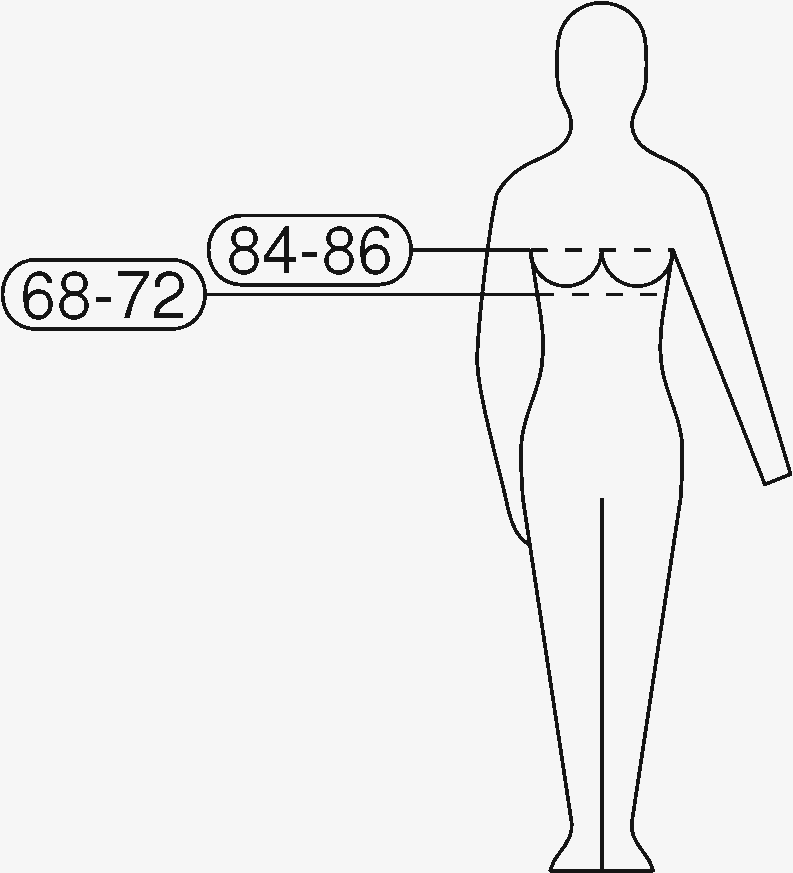
Pictograma do tamanho de sutiã Europeu 70B usando EN 13402-1

A consumidora pode calcular o seu tamanho de taça encontrando a diferença entre o tamanho do busto e seu tamanho de faixa.  O tamanho do busto, a linha de medida do busto ou medida a cima do busto é a medida localizada em torno do tronco sobre a maior parte das mamas, com a crista mamaria a meio caminho entre o cotovelo e ombro, geralmente sobre os mamilos, estando em linha reta com os braços para o lado e vestindo um sutiã que sirva devidamente. Esta prática pressupõe o sutiã se encaixa corretamente. As medições são feitas nas mesmas unidades que o tamanho da faixa, em polegadas ou centímetros. O tamanho da taça é calculado subtraindo o tamanho da faixa a partir da medição a cima do busto.

### Variação nos tamanhos de taça
Tamanhos de taças variam de um país para outro. Quanto maior o tamanho da taça, maior a variação.
| Diferença       | (Polegadas) | <1 | 1 | 2 | 3 | 4 | 5    | 6     | 7      | 8  | 9 | 10 | 11 | 12 | 13 | 14 | 15 | 16 | 17 |
| Tamanho da taça | EUA         | AA | A | B | C | D | DD/E | DDD/F | DDDD/G | H  | I | J  | K  | L  | M  | N  | O  | -  | -  |
| Tamanho da taça | UK/Austr.   | AA | A | B | C | D | DD   | E     | F      | FF | G | GG | H  | HH | J  | JJ | K  | KK | L  |

Pesquisas sobre tamanhos de sutiã tendem a ser muito dependente da população estudada e como elas foram obtidas. Por exemplo, um estudo norte-americano informou que o tamanho mais comum foi 34B, seguido de 34C, que 63% eram do tamanho 34 e 39% do tamanho de taças eram B. No entanto, a amostra da pesquisa foi elaborada a partir de 103 estudantes caucasianos voluntários de uma universidade Midwest com idade de 18 a 25 anos e foram excluídas as mulheres grávidas e as que estavam amamentando.
O fabricante Triumph realizou uma pesquisa em 2007 para determinar a porcentagem de mulheres que usam quatro tamanhos de taça e descobriu que 57% das mulheres britânicas, mais do que qualquer outro país, precisa de taça tamanho D.
| País      | D   | C   | B   | A   |
| --------- | --- | --- | --- | --- |
| UK        | 57% | 18% | 19% | 6%  |
| Dinamarca | 50% | 19% | 24% | 7%  |
| Holanda   | 36% | 27% | 29% | 8%  |
| Bélgica   | 28% | 28% | 35% | 9%  |
| França    | 26% | 29% | 38% | 7%  |
| Suécia    | 24% | 30% | 33% | 14% |
| Grécia    | 23% | 28% | 40% | 9%  |
| Suíça     | 19% | 24% | 43% | 14% |
| Áustria   | 11% | 27% | 51% | 10% |
| Itália    | 10% | 21% | 68% | 1%  |

### Medir o tamanho da taça sem sutiã
Mulheres que têm dificuldade em calcular um tamanho correto de taça podem encontrar um ajuste correto usando um método adotado por cirurgiões plásticos. Utilizando uma fita métrica flexível, posicione a fita no lado de fora do peito, sob o braço, onde o tecido da mama começa. Meça através da parte mais larga do peito, geralmente sobre do mamilo, até onde o tecido mamário para no osso do peito.  Esta abordagem de medição faz com que os seios não fiquem tão grandes ou flácidos, e assim, medição é feita a partir da plenitude da mama. Só as mulheres cujos seios são firmes e esféricos podem medir sem sutiã. 
Estas medições de taças são apenas corretas para uma faixa de 97cm porque o tamanho delas é relativo ao tamanho da faixa. O volume das taças é o mesmo para as medidas 30D, 32C, 34B e 36A mesmo que suas formas possam ser diferentes. Estes tamanhos de sutiã relacionados com o mesmo volume de taça são chamados de sister sizes. Por vezes é possível que dois sister sizes que sejam próximos um ao outro, vão encaixar tanto uma pessoa, uma vez que o volume da taça é a mesma; enquanto que o tamanho da faixa pode ser ajustado para um pequeno grau usando os fixadores do sutiã. 

### Pesquisas de ajuste do Consumidor
Um estudo de 2012 feito por White e Scurr da Universidade de Portsmouth comparou um método que adiciona 4 ao tamanho da faixa acima do busto que é utilizado em muitas lojas de lingerie no Reino Unido e comparou com medidas obtidas utilizando um método profissional.[carece de fontes?] O estudo baseou-se no método de ajuste de sutiã profissional descrito por McGhee e Steele (2010).
O estudo utilizou uma abordagem de cinco etapas para obter o melhor tamanho do sutiã adequado para um indivíduo. A pesquisa mediu 45 mulheres usando o método de seleção tradicional que adiciona 4 ao método de medir a faixa acima do busto. As mulheres experimentaram sutiãs até obterem o melhor ajuste com base em critérios de medida profissional de sutiã. Os pesquisadores descobriram que 76% das mulheres superestimaram seus tamanhos de faixas e 84% subestimaram seu tamanho de taça. 
Quando as mulheres usam sutiãs com uma faixa grande demais, o suporte de mama é reduzido. Taças muito pequenas podem causar irritação na pele. Eles notaram que "sutiãs mal ajustados e apoio mamário insuficiente podem levar ao desenvolvimento de dor muscular e inibem as mulheres de praticarem atividades físicas. "O estudo recomenda que as mulheres devem ser informadas sobre os critérios para encontrar um sutiã bem ajustado. Eles recomendaram que as mulheres devem medir sob seu busto para determinar seu tamanho de faixa, em vez do tradicional sobre o método de medição do busto.”

## Padronagens do fabricante
Sistemas de rotulagem de sutiãs utilizados em todo o mundo são, por vezes enganosos e confusos. Tamanhos de faixa e taça variam ao redor do mundo. Em países que adotaram o padrão europeu EN 13402, o tronco é medido em centímetros e arredondado para o múltiplo mais próximo de 5 cm. Peritos no Reino Unido dizem que muitas mulheres que compram sem assistência profissional usam até dois tamanhos abaixo do que deveriam.
O fabricante Fruit of the Loom tentou resolver o problema de encontrar um sutiã bem ajustado para mamas assimétricas introduzindo o método “Escolha o Seu Sutiã Perfeito”, que permite com que as mulheres possam escolher um sutiã com dois tamanhos de taças diferentes, embora só estejam disponíveis taças nos tamanhos A a D.
| Sob o busto (cm) | 58-62 | 63-67 | 68-72 | 73-77 | 78-82 | 83-87 | 88-92 | 93-97 | 98-102 | 103-107 | 108-112 | 113-117 | 118-122 | 123-127 | 128-132 | 133-137 | 138-142 |
| ---------------- | ----- | ----- | ----- | ----- | ----- | ----- | ----- | ----- | ------ | ------- | ------- | ------- | ------- | ------- | ------- | ------- | ------- |
| Sob o busto (in) | 24-25 | 26-27 | 28-29 | 30-31 | 32-33 | 34-35 | 36-37 | 38-39 | 40-41  | 42-43   | 44-45   | 46-47   | 48-49   | 50-51   | 52-53   | 54-55   | 56-57   |
| EU, Irão         | 60    | 65    | 70    | 75    | 80    | 85    | 90    | 95    | 100    | 105     | 110     | 115     | 120     | 125     | 130     | 135     | 140     |
| FR, BE, ES       | 75    | 80    | 85    | 90    | 95    | 100   | 105   | 110   | 115    | 120     | 125     | 130     | 135     | 140     | 145     | 150     | 155     |
| IT               | 0     | 1     | 2     | 3     | 4     | 5     | 6     | 7     | 8      | 9       | 10      | 11      | 12      | 13      | 14      | 15      | 16      |
| EUA, UK, PT      | 28    | 30    | 32    | 34    | 36    | 38    | 40    | 42    | 44     | 46      | 48      | 50      | 52      | 54      | 56      | 58      | 60      |
| UK, RoI, PT      | 24    | 26    | 28    | 30    | 32    | 34    | 36    | 38    | 40     | 42      | 44      | 46      | 48      | 50      | 52      | 54      | 56      |
| AU, NZ           | 6     | 8     | 10    | 12    | 14    | 16    | 18    | 20    | 22     | 24      | 26      | 28      | 30      | 32      | 34      | 36      | 38      |
| UK vestido       | 4     | 6     | 8     | 10    | 12    | 14    | 16    | 18    | 20     | 22      | 24      | 26      | 28      | 30      | 32      | 34      | 36      |

Existem vários sistemas de dimensionamento em diferentes países. A maioria usa o sistema de medição das circunferências de tórax e letras indicando os tamanhos de taças, mas há algumas diferenças significativas. Muitos sutiãs estão disponíveis em apenas 36 tamanhos.

### Reino Unido

Estes são os volumes equivalentes de taças do Reino Unido

O Reino Unido utiliza o sistema de polegada - isto significa que a diferença na circunferência do peito entre os tamanhos de taça é sempre uma polegada, ou 2,54 cm. A diferença entre 2 tamanhos da faixa é de 2 polegadas ou 5,08 cm.
Principais marcas e fabricantes, incluindo Panache, Bestform, Gossard, Freya, Curvy Kate, Bravissimo e Fantasie, usam a banda padrão britânico tamanhos 28-30-32-34-36-38-40-42-44, e assim por diante. Tamanhos de copa são designados por AA-ABCD-DD-EF-FF-G-GG-H-HH-J-JJ-K-KK-L.
No entanto, alguns varejistas e empresas de venda por correspondência têm suas próprias casas marcas e usam sistemas de dimensionamento personalizado. A Marks and Spencer, por exemplo, usa AA-ABCD-DD-EFG-GG-HJ, deixando de fora FF e HH. Como resultado, seu tamanho J-taça é o mesmo que o padrão britânico H-taça. Evans e ASDA vendem sutiãs (ASDA como parte de sua linha de roupas George), cujo dimensionamento é executado ABCD-DD-EFGH, possuem o tamanho H-taça aproximadamente igual ao tamanho de padrão britânico G-taça.[carece de fontes?]
Alguns varejistas reservam o modelo AA para adolescentes, e usam AAA para mulheres mais velhas.

### Austrália / Nova Zelândia
Austrália e Nova Zelândia utilizam de uma permutação do sistema britânico. Tamanhos de taça são os mesmos, mas o sistema de medição da faixa do sutiã da Austrália é baseado em gráficos de dimensionamento de vestidos.  No entanto, as medidas e cortes dos vestidos são calculados para taças tamanho B e C apenas e portanto, basear a escolha do tamanho da faixa a partir de medições tiradas de vestidos não é uma forma confiável de encontrar o tamanho certo de sutiã. Dependendo do corpo da mulher, uma que usa o tamanho 16 pode variar entre 16C (Reino Unido 40C), a 14DD, 12F ou 10G (Reino Unido 34G) por debaixo de suas roupas, porque todos os tamanhos de sutiã são feitos para a mesma circunferência do peito de aproximadamente 40 polegadas.[carece de fontes?]

### Estados Unidos e Canadá
O sistema de dimensionamento de sutiã nos Estados Unidos e no Canadá é muito semelhante ao do Reino Unido. Tamanhos da faixa usam a mesma designação em polegadas e as taças também aumentam de polegada em polegada. No entanto, alguns fabricantes utilizam métodos de dimensionamento conflitantes. Alguns etiquetam o sutiã após o tamanho C como D-DD-DDD-DDDD-E-EE-EEE-EEEE-F e assim por diante. Outros usam a variação: D1, D2, D3, D4, D5. Porém muitos usam o sistema que se segue: A, B, C, D, DD, DDD, G, H, I, J, K, L, M, N, O e outros classificam como o sistema britânico D-DD-E-F-FF. Comparar os tamanhos de taçcas maiores entre diferentes fabricantes pode ser difícil.[carece de fontes?]
Em 2013, o fabricante de cuecas Jockey Internacional ofereceu uma nova maneira de medir o sutiã e tamanho das taças. Ele introduziu um sistema com dez tamanhos de taça por tamanho da faixa que são numerados e não letrados, designados como 1-36, 2-36 etc. A empresa desenvolveu o sistema ao longo de oito anos, durante o qual eles escanearam e mediram os seios de 800 mulheres. Os pesquisadores também rastrearam o uso de sutiã das mulheres em casa.  Para implementar o sistema, as mulheres devem adquirir um conjunto de taças de plástico da empresa para encontrar o seu tamanho de taça Jockey. Alguns analistas criticaram a obrigação de comprar o kit de medição, uma vez que as mulheres têm de pagar cerca de US$20 para adotar sistema proprietário do Jockey, além de o custo dos próprios sutiãs.

### Portugal
Em Portugal, usa-se o sistema britânico no tamanho dos sutiãs, embora haja marcas que teimam em usar outros sistemas, como o europeu ou então o francês / belga / espanhol, o que dá origem a grandes confusões sobre o tamanho certo de sutiã, em muitas mulheres quando vão comprar sutiãs.

### Europa Continental
Na Europa Continental o tronco é medido em centímetros e arredondado para o múltiplo mais próximo de 5 cm. Tamanhos de faixa seguem as numerações 65-70-75-80 e por diante, aumentando em intervalos de 5 cm, semelhante à polegada britânica. Uma pessoa que possui a circunferência abaixo do busto de 78-82 deve usar o tamanho de faixa 80.
Os rótulos de taça começam com 'AA' sendo que 11 ± 1 cm de diferença entre busto e circunferência abaixo do busto, ou seja, não é medido entre a circunferência do busto e tamanho de faixa como no sistema britânico. Eles aumentam o tamanho de 2 em 2 cm, em vez de 2,5 cm ou 1 polegada, exceto pelas letras para o tamanho da taça, as letras não são duplicadas e nem puladas. Isso faz com que as taças tenham medidas menores do que os modelos americanos.
Este sistema foi introduzido no padrão de vestimenta europeia EN 13402 em 2006, mas estava em uso em muitos países europeus antes dessa data.

### Coréia do Sul / Japão
Na Coreia do Sul e Japão, o tronco é medido em centímetros e arredondado para o múltiplo mais próximo de 5 cm. Tamanhos de faixa seguem também a numeração 65-70-75-80 aumentando em intervalos de 5 cm, semelhante à dupla polegada inglesa. Uma pessoa que possui a circunferência abaixo do busto de 78-82 devem usar o tamanho de faixa 80.
Os rótulos de taças começam com a numeração 'AAA' para um 5 ± 1,25 cm de diferença entre busto e circunferência abaixo do busto, ou seja, não é medido entre a circunferência do busto e tamanho de faixa como no sistema britânico. Eles aumentam os tamanhos em 2,5 cm, exceto pelas letras para o tamanho da taça, as letras não são duplicadas e nem puladas. 
Tamanhos japoneses são os mesmos que os coreanos, mas os rótulos de taça começam com 'AA' para uma diferença de 7,5 ± 1,25 cm, e geralmente a medida do busto é colocada na frente. Exemplo: "B75" em vez de "75B".
Este sistema foi introduzido no padrão de vestimenta Coreana KS K9404 em 1999 e no Japão foi introduzido no padrão de vestimenta europeia JIS L4006 em 1998.

### França / Bélgica / Espanha
O sistema francês e espanhol é uma permutação do sistema de dimensionamento da Europeia Continental. Enquanto tamanhos de taças são os mesmos, os tamanhos de faixa são exatamente 15 cm maior que o tamanho de faixa Europeu.

### Itália
O tamanho de faixa usado pela italia utiliza números inteiros consecutivos em vez de a circunferência abaixo do busto arredondada para o múltiplo mais próximo de 5 cm. Uma vez que começa com o tamanho 0 para tamanho europeu 60, a conversão consiste em uma divisão por 5 e, em seguida, uma subtração de 12. As designações de dimensões muitas vezes são dadas em algarismos romanos.
Tamanhos de taças têm tradicionalmente seguido tamanhos de 2.5 cm, que fica perto da polegada inglesa de 2.54 cm e contava com algumas letras repetidas para taças grandes, mas nos últimos anos, alguns fabricantes italianos passaram a utilizar o sistema europeu de 2 cm.
Aqui está uma tabela de conversão para tamanhos de sutiã em Itália comparando a outros países:
| Itália            | I     | II    | III   | IV    | V     | VI    | VII   | VIII   |
| Europa            | 65 cm | 70 cm | 75 cm | 80 cm | 85 cm | 90 cm | 95 cm | 100 cm |
| Reino Unido e EUA | 30    | 32    | 34    | 36    | 38    | 40    | 42    | 44     |
| França e Espanha  | 80    | 85    | 90    | 95    | 100   | 105   | 110   | 115    |

### A Propaganda e a influência no varejo
O marketing e publicidade usados pelos fabricantes, muitas vezes apelam para moda e ajuste, conforto e função.  Desde aproximadamente 1994, os fabricantes voltaram a focar a sua publicidade, passando pela publicidade funcional sutiãs que enfatizam o apoio para a venda lingerie que enfatizam moda, enquanto sacrificam forma e função básica como forros sob rendas.
Mulheres com seios maiores (tamanho de taça superior a D) podem encontrar dificuldade ao buscar um sutiã de tamanho correto porque muitas lojas não oferecem uma gama suficiente de sutiãs em tamanhos maiores. Muitos vendedores não são treinados a saberem medir corretamente um sutiã, e quando o cliente não consegue encontrar o que eles querem, vendem ao cliente um tamanho aproximado maior ou menor.  Alguns clientes são medidos por vendedores sobre sua camisa e próprio sutiã, acrescentando erros a cada medição. Elisabeth Squires, uma autora de um guia de saúde mamária e sutiã diz: "a maioria dos realmente bons profissionais irá lhe dizer que esta é uma arte, não uma ciência." 

### Pesquisas
O engenheiro mecânico e professor John Tyrer da Universidade de Loughborough abordou o problema de design depois que sua esposa voltou desanimada de uma viagem de compras porque não conseguiu encontrar algo para atender suas necessidades. On assignment from the British government,  Em missão do governo britânico, ele descobriu que 80% das mulheres usam o tamanho errado de sutiã. Ele relatou que as mulheres estão medindo seu diâmetro de peito e diâmetro máximo da mama, em vez de o seu volume de mama, especialmente quando o corpo está em movimento. 
De acordo com Tyrer, "para obter o sutiã com melhor suporte e que sirva melhor, é bom se você souber o volume da mama e o tamanho das costas.". Ele diz que os tamanhos A, B, C, e D dentro do sistema de medição de taças é falho. "É como medir um automóvel pelo diâmetro da tampa de gás." - "O projeto todo é fundamentalmente falho. É um instrumento de tortura." Tyrer desenvolveu um design de sutiã com alças cruzadas nas costas. Estes usam o peso de um seio para levantar o outro usando contrapeso. Os designs padrão contraem movimento do tórax durante a respiração. Uma das ferramentas utilizadas no desenvolvimento do projeto de Tyrer tem sido um analisador projetivo de diferentes formas de corpo por 40.000 GBP.
Ao contrário da crença popular, seios podem pesar até 1 kg e não 0,2-0,3 kg. Tyrer disse: "Ao medir o diâmetro do peito e seios, os métodos atuais devem dizer algo sobre o tamanho e o volume de cada mama, mas na verdade ele não o faz". Empresas de sutiã continuam relutantes a fabricar o protótipo de Tyrer, que é um sutiã de fechamento frontal com orientação mais vertical e taças ajustáveis.

### Cálculos de volume e peso dos seios
O peito médio pesa cerca de Predefinição:0.5 kg. Cada mama contribui para cerca de 4-5% da gordura corporal.[carece de fontes?] A densidade de tecido adiposo é mais ou menos igual a 0,9 kg para todas as mulheres.[carece de fontes?]
Se uma taça é um hemisfério, o seu volume V é dada pela seguinte fórmula:
| {\displaystyle V={2\pi r^{3} \over 3}} | {\displaystyle V={\pi D^{3} \over 12}} |

R é o raio da taça e D é o seu diâmetro.
Se a taça é um elipsóide, o seu volume é dado pela fórmula:[carece de fontes?]
| {\displaystyle V={2\pi abc \over 3}} | {\displaystyle V\approx {\pi \times cw\times cd\times wl \over 12}} |

onde A, B e C são os três semieixos do elipsóide, e CD CW e WL são, respectivamente, a largura e profundidade da taça, e profundidade e o comprimento ferro.
Taças dão uma forma semiesférica para seios e os ferros dão forma aos copos.  Assim, o raio de curvatura do ferro é o parâmetro chave para determinar o volume e peso do peito. Estes mesmos ferros são usados para as taças de tamanhos 36A, 34B, 32C, 30D, etc.. Então essas taças têm o mesmo volume. Os números de referência de tamanhos de ferro são baseados em um sutiã de taça tamanho B. Por exemplo, o tamanho de ferro 32 é o mesmo que a taça tamanho 32B (e 34A, 30C ...). Um tamanho 30 de largura de arame inferior tem um diâmetro de curvatura de 3 polegadas 5/6 ≈ 9,7 cm e este diâmetro aumenta por polegada ⅓ ≈ 0,847 cm por tamanho.  A tabela abaixo mostra alguns cálculos de volume de taças que podem ser encontradas numa loja de varejo de grande tamanho..
| Underwire size | Tamanho do sutiã (EUA)              | Tamanho do sutiã (UK)                    | Diâmetro           | Volume                                           | Peso dos seios    |
| -------------- | ----------------------------------- | ---------------------------------------- | ------------------ | ------------------------------------------------ | ----------------- |
| 30             | 32A 30B 28C                         | 32A 30B 28C                              | 9.7 cm (3 in 5/6)  | 240 cm³ (Predefinição:Convert/LoffAonSoffUSre)   | 0,43 kg (0,95 lb) |
| 32             | 34A 32B 30C 28D                     | 34A 32B 30C 28D                          | 10.6 cm (4 in 1/6) | 310 cm³ (Predefinição:Convert/LoffAonSoffUSre)   | 0,56 kg (1,2 lb)  |
| 34             | 36A 34B 32C 30D 28E                 | 36A 34B 32C 30D 28DD                     | 11.4 cm (4 in 1/2) | 390 cm³ (Predefinição:Convert/LoffAonSoffUSre)   | 0,70 kg (1,5 lb)  |
| 36             | 38A 36B 34C 32D 30E 28F             | 38A 36B 34C 32D 30DD 28E                 | 12.3 cm (4 in 5/6) | 480 cm³ (Predefinição:Convert/LoffAonSoffUSre)   | 0,86 kg (1,9 lb)  |
| 38             | 40A 38B 36C 34D 32E 30F 28G         | 40A 38B 36C 34D 32DD 30E 28F             | 13.1 cm (5 in 1/6) | 590 cm³ (Predefinição:Convert/LoffAonSoffUSre)   | 1,1 kg (2,4 lb)   |
| 40             | 42A 40B 38C 36D 34E 32F 30G 28H     | 42A 40B 38C 36D 34DD 32E 30F 28FF        | 14.0 cm (5 in 1/2) | 710 cm³ (Predefinição:Convert/LoffAonSoffUSre)   | 1,3 kg (2,9 lb)   |
| 42             | 44A 42B 40C 38D 36E 34F 32G 30H 28I | 44A 42B 40C 38D 36DD 34E 32F 30FF 28G    | 14.8 cm (5 in 5/6) | 850 cm³ (Predefinição:Convert/LoffAonSoffUSre)   | 1,5 kg (3,3 lb)   |
| 44             | 44B 42C 40D 38E 36F 34G 32H 30I 28J | 44B 42C 40D 38DD 36E 34F 32FF 30G 28GG   | 15.7 cm (6 in 1/6) | 1 000 cm³ (Predefinição:Convert/LoffAonSoffUSre) | 1,8 kg (4,0 lb)   |
| 46             | 44C 42D 40E 38F 36G 34H 32I 30J 28K | 44C 42D 40DD 38E 36F 34FF 32G 30GG 28H   | 16.5 cm (6 in 1/2) | 1 180 cm³ (Predefinição:Convert/LoffAonSoffUSre) | 2,1 kg (4,6 lb)   |
| 48             | 44D 42E 40F 38G 36H 34I 32J 30K 28L | 44D 42DD 40E 38F 36FF 34G 32GG 30H 28HH  | 17.4 cm (6 in 5/6) | 1 370 cm³ (Predefinição:Convert/LoffAonSoffUSre) | 2,5 kg (5,5 lb)   |
| 50             | 44E 42F 40G 38H 36I 34J 32K 30L 28M | 44DD 42E 40F 38FF 36G 34GG 32H 30HH 28J  | 18.2 cm (7 in 1/6) | 1 580 cm³ (Predefinição:Convert/LoffAonSoffUSre) | 2,8 kg (6,2 lb)   |
| 52             | 44F 42G 40H 38I 36J 34K 32L 30M 28N | 44E 42F 40FF 38G 36GG 34H 32HH 30J 28JJ  | 19.0 cm (7 in 1/2) | 1 810 cm³ (Predefinição:Convert/LoffAonSoffUSre) | 3,3 kg (7,3 lb)   |
| 54             | 44G 42H 40I 38J 36K 34L 32M 30N 28O | 44F 42FF 40G 38GG 36H 34HH 32J 30JJ 28K  | 19.9 cm (7 in 5/6) | 2 060 cm³ (Predefinição:Convert/LoffAonSoffUSre) | 3,7 kg (8,2 lb)   |
| 56             | 44H 42I 40J 38K 36L 34M 32N 30O 28P | 44FF 42G 40GG 38H 36HH 34J 32JJ 30K 28KK | 20.7 cm (8 in 1/6) | 2 340 cm³ (Predefinição:Convert/LoffAonSoffUSre) | 4,2 kg (9,3 lb)   |
| 58             | 44I 42J 40K 38L 36M 34N 32O 30P     | 44G 42GG 40H 38HH 36J 34JJ 32K 30KK      | 21.6 cm (8 in 1/2) | 2 640 cm³ (Predefinição:Convert/LoffAonSoffUSre) | 4,8 kg (11 lb)    |
| 60             | 44J 42K 40L 38M 36N 34O 32P         | 44GG 42H 40HH 38J 36JJ 34K 32KK          | 22.4 cm (8 in 5/6) | 3 000 cm³ (Predefinição:Convert/LoffAonSoffUSre) | 5,3 kg (12 lb)    |

- Este artigo foi inicialmente traduzido, total ou parcialmente, do artigo da Wikipédia em inglês cujo título é «Bra size».

Página referente a tradução do artigo Bra size

## Outras leituras
- Jahme, Carole. "Breast size: a human anomaly." The Guardian. Friday 14 May 2010.
- Know your bra size & Find your perfect fit :